# Szafranowa rewolucja
Szafranowa rewolucja – wystąpienia społeczne w Birmie (obecnie Mjanma) mające miejsce od 15 sierpnia do 30 września 2007 roku, kiedy to w Rangunie rozpoczęły się pierwsze protesty przeciw rządom dyktatury wojskowej, wywołane wzrostem cen paliw. Na czele protestów stanęli działacze Grupy Studentów Pokolenia 88. Protestujący zostali wsparci przez mnichów buddyjskich. Mnisi wyszli na ulice i dołączyli do manifestacji, obejmując przywództwo nad protestami. Uczestnicy protestów domagali się m.in. uwolnienia więźniów politycznych, demokratyzacji państwa, poprawy warunków życia mieszkańców i obniżki cen paliw. W największych protestach uczestniczyło ponad sto tysięcy ludzi.

## Nazwa
Nazwa szafranowa rewolucja, odnosząca się do koloru szat mnichów, nawiązywała do innych kolorowych rewolucji (między innymi rewolucji róż w Gruzji, pomarańczowej rewolucji na Ukrainie, cedrowej rewolucji w Libanie).

## Przyczyny
Protesty wybuchły po zlikwidowaniu przez władze dopłat do paliw, co spowodowało wzrost cen benzyny o ok. 60%, oleju napędowego o prawie 100% i gazu ziemnego o prawie 500%. W następstwie wzrosty ceny biletów kolejowych i autobusowych, a tym samym żywności. Niezapowiedziana podwyżka cen uderzyła w najbiedniejszych mieszkańców Mjanmy.

## Przebieg protestów
Protesty wybuchły 15 sierpnia 2007 roku w Rangunie, kiedy to policja aresztowała dwóch młodych mężczyzn, fotografujących wściekłych pasażerów na przystankach autobusowych. Następnego dnia w niektórych prowincjach doszło do zakłóceń w handlu i transporcie. 17 sierpnia aktywiści ogłosili, że 22 sierpnia zorganizują ogólnokrajowy protest, jeśli junta nie zareaguje na wzrost cen paliwa. 20 sierpnia do protestów dołączyło ok. 200 mnichów. 

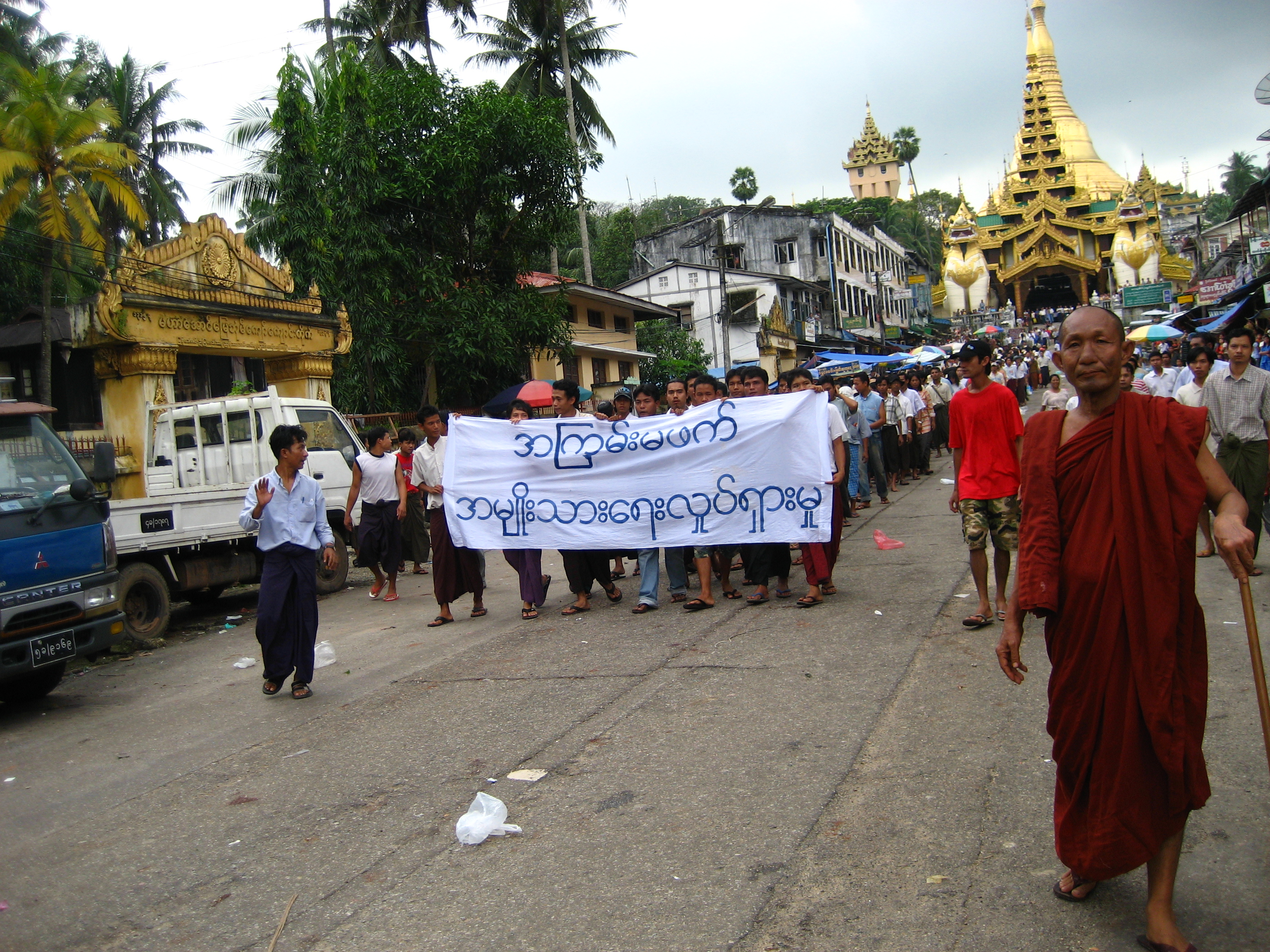
Oprócz mnichów w protestach uczestniczą również zwykli mieszkańcy

Do końca miesiąca protesty rozprzestrzeniły się na cały kraj. 25 sierpnia protesty wybuchły w Mogok, Czauk i Taungdwingyi, 28 sierpnia w stanie Rakhine, regionie Mandalaj i w miejscowościach położonych nad deltą Irawadi. Liderami pokojowych marszów byli mnisi, którzy zbiorowo opuścili klasztory i uczestniczyli w protestach w większych miastach, a także działacze Grupy Studentów Pokolenia 88. Większość mnichów dołączyła do protestów do tym, jak 5 września w Pakkoku podczas tłumienia pokojowej manifestacji wojskowi poważnie ranili trzech mnichów. W następstwie wydarzeń mieszkańcy Pakkoku wyszli na ulicę, protestując przeciwko podwyżce cen i brutalności wojska. 10 września Wszechbirmański Sojusz Mnichów ogłosił swoje powstanie oraz zażądał od władz przeprosin za pobicie mnichów w Pakkoku, uwolnienie więźniów politycznych, rozpoczęcie rozmów z liderami opozycji oraz obniżki cen paliwa i innych podstawowych dóbr. Wszechbirmański Sojusz Mnichów ostrzegł, że jeśli 17 września nie zostaną spełnione warunki, mnisi przestaną przyjmować od wojskowych ofiary bądź zaprzestaną wykonywać dla nich ceremonii religijnych. Szantaż ten podważał legitymację rządów junty przez mnichów. Rząd Birmy zignorował ultimatum.
18 września przez największe miasta Birmy przetoczyły się demonstracje setek tysięcy mnichów. Duchowni maszerowali w ulewnym deszczu, śpiewając pieśń o miłosierdziu, nosząc religijne flagi i odwrócone do góry dnem miski. 21 września Wszechbirmański Sojusz Mnichów wezwał ludność Birmy do przyłączenia się do protestu.
22 września uczestnicy protestu maszerowali po ulicach byłej stolicy, zatrzymując się między innymi pod domem Aung San Suu Kyi, przebywającej wówczas w areszcie domowym. Następnego dnia służby wojskowe zablokowali drogę do rezydencji Aung San Suu Kyi, ogradzając trasę drutem kolczastym. 24 września w Rangunie odbyła się demonstracja, w której uczestniczyło kilkadziesiąt tysięcy ludzi. Była to największa demonstracja od powstania 8888.
25 września junta ostrzegła, że jest gotowa podjąć działania przeciwko mnichom. 26 września junta zaczęła tłumić protesty. Policja i prorządowe bojówki rozbijały demonstracje. Wielu ludzi zginęło od broni palnej, setki mnichów pobito i aresztowano. W ciągu kolejnych dni policja i żołnierze wywoziła do aresztów mnichów i innych uczestników protestu. Niektórzy przeciwnicy junty trafili do więzienia Insein. Nie jest znana dokładna liczba ofiar. Według oficjalnych danych rządu Birmy zginęło 15 osób. Według innych źródeł liczba ofiar wyniosła co najmniej 31 osób. Zdaniem polskiego politologa Michała Lubiny, liczba ofiar może być dziesięć razy większa. Aresztowano ponad 3 tys. osób. Ponadto władze zablokowały dostęp do Internetu (28 września) oraz zatrzymywali zagranicznych dziennikarzy. 27 września podczas protestów zginął japoński reporter Kenji Nagai. Zdjęcie zabitego w biały dzień japońskiego reportera obiegło cały świat. 30 września oddziały wojskowe zablokowały Rangun. Tego samego dnia protesty się zakończyły.

## Reakcje międzynarodowe
Stowarzyszenie Narodów Azji Południowo-Wschodniej potępiło działania junty przeciwko protestującym. Po śmierci Kenji Nagai’a Japonia zażądała raportu o śmierci dziennikarza. 29 września specjalny wysłannik ONZ przybył do Rangunu. Następnego dnia junta odmówiła spotkania z wysłannikiem ONZ. Premier Wielkiej Brytanii Gordon Brown potępił rząd wojskowy, zażądał uwolnienia więźniów politycznych i wezwał do demokratyzacji Birmy. Sekretarz stanu Stanów Zjednoczonych Condoleezza Rice powiedziała, że Waszyngton śledzi wydarzenia w Birmie. Chiny udzieliły poparcia juncie.